# Constant Troyon
Constant Troyon (28 sierpnia 1810 w Sèvres, zm. 21 lutego 1865 w Paryżu) – francuski malarz związany ze Szkołą z Barbizon.
Początkowo pracował jako dekorator porcelany w manufakturze w Sèvres. Po przyłączeniu się do barbizończyków malował typowe dla nich wiejskie pejzaże. Mistrzostwo osiągnął w przedstawieniach zwierząt. Jego najlepsze prace powstały w latach 1850 – 1864, gdy z powodzeniem wystawiał w paryskim Salonie. Był ulubionym malarzem Napoleona III, a w 1849 otrzymał Legię Honorową. Jego uczniami byli Martin Léonce Chabry, Eugène Boudin i Léon Belly. Pomimo sukcesów cierpiał pod koniec życia na depresję, zmarł przedwcześnie w 1865. Pochowany został na Cmentarzu Montmartre w Paryżu.
Po śmierci, matka artysty ufundowała nagrodę jego imienia dla najlepszych studentów École des Beaux-Arts malujących zwierzęta.

## Prace artysty w galeriach publicznych
- Vue à La Ferté-Saint-Aubin, près d'Orléans, 1837 (Los Angeles County Museum of Art)
- La Coupe de bois, 1846 (muzeum w Lille)
- Vendanges sur les hauteurs de Suresnes (Musée d’Orsay)
- Troupeau passant le gué, 1852 (Luwr)
- Vue prise des hauteurs de Suresnes, 1856 (Luwr)
- Vaches au pâturage (Luwr)
- Le Retour à la ferme, 1859 (Luwr)
- Etude de paysage, 1860 (Stara Pinakoteka w Monachium)
- Gęsiarka, 1854 (Musée d’Orsay)

## Galeria

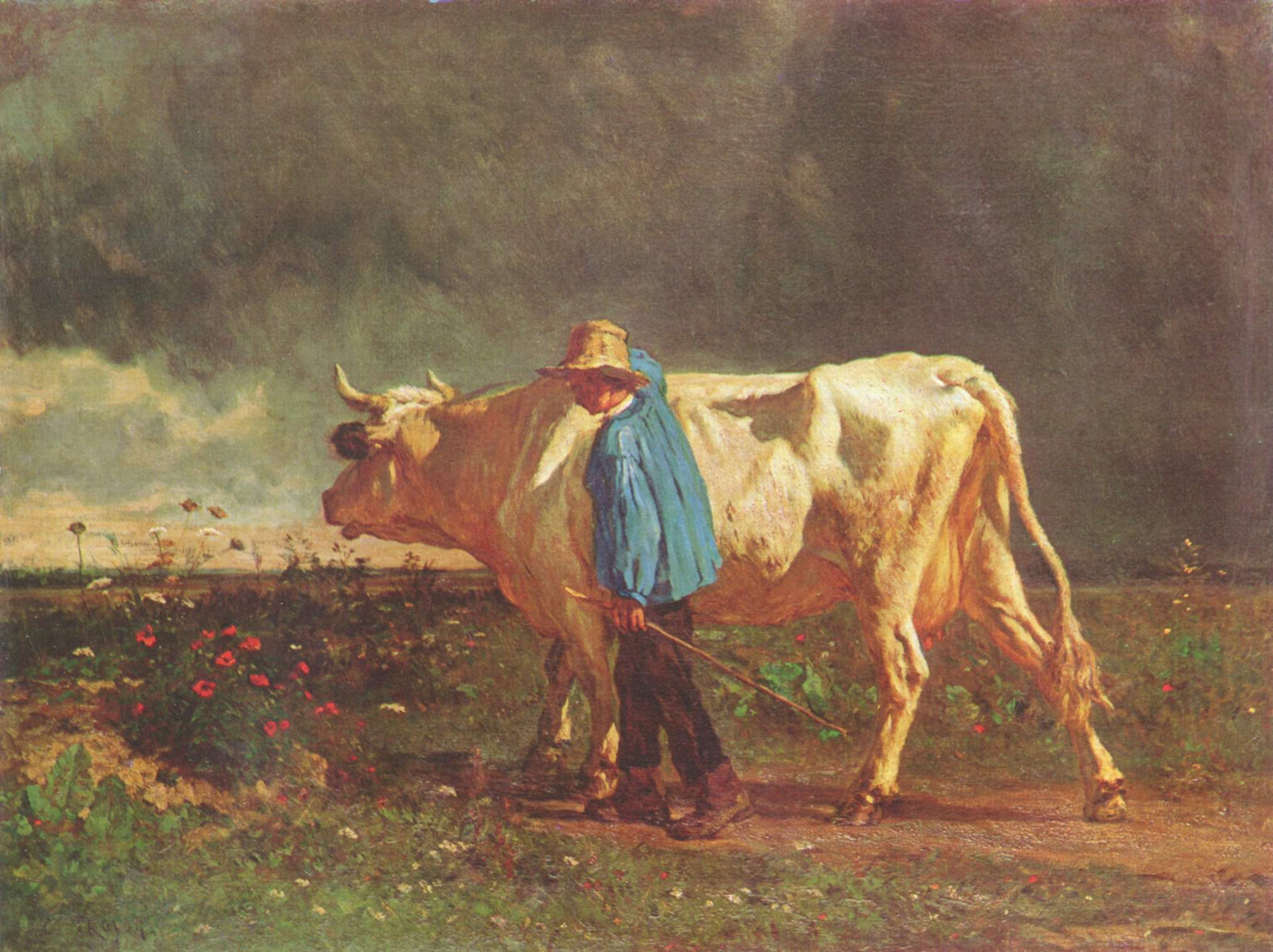
Avant l'orage
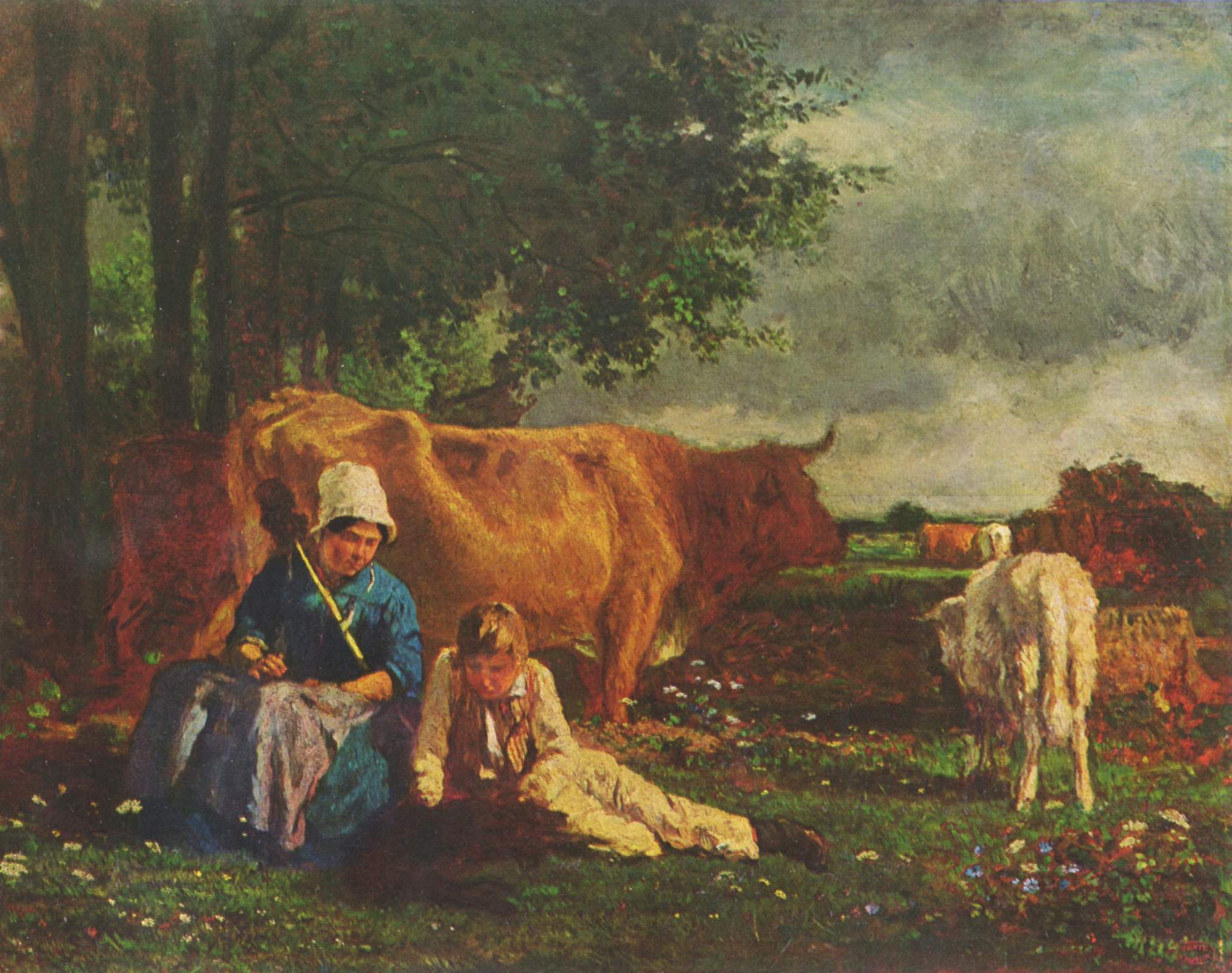
Vaches au pâturage
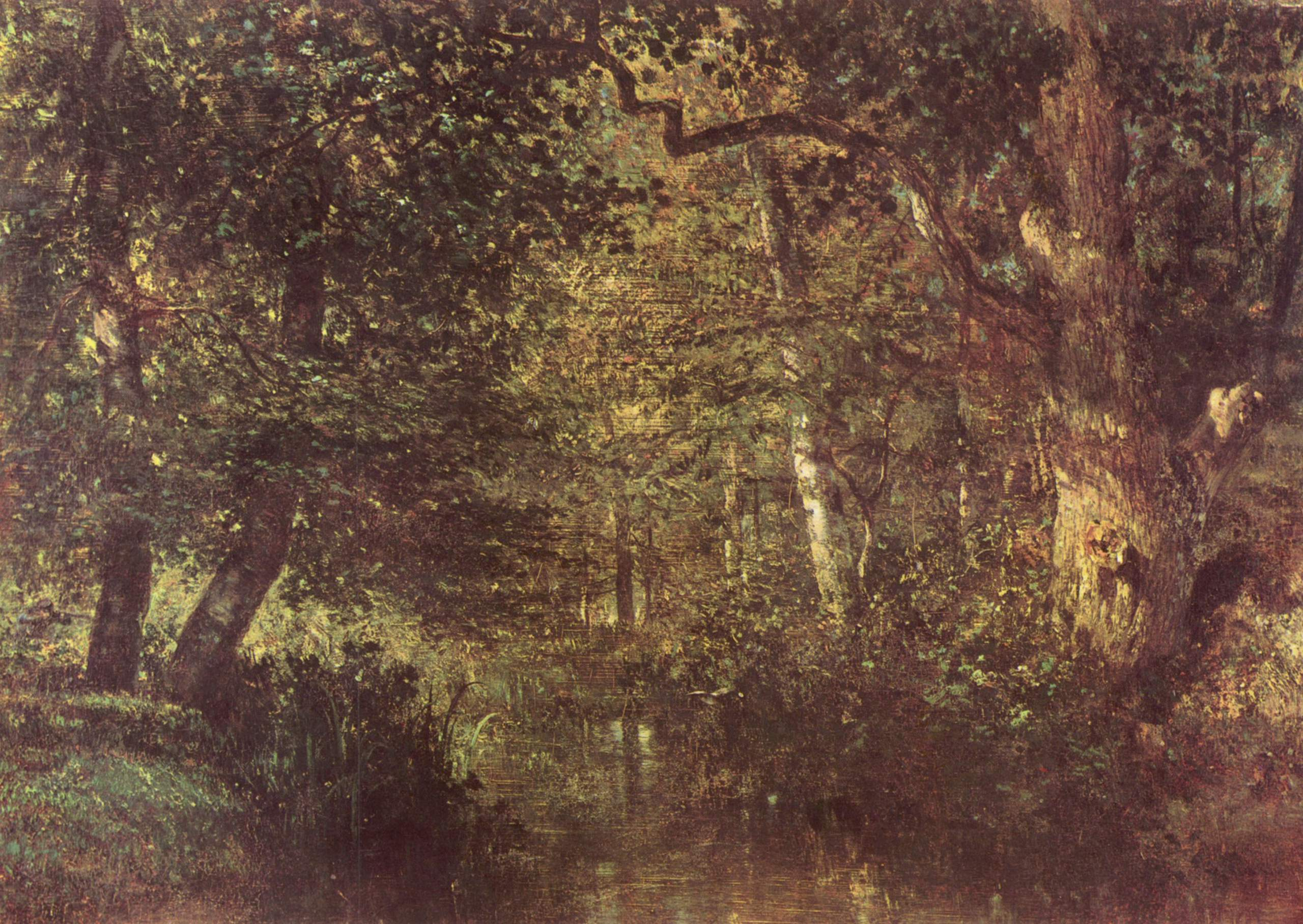
Roisseau dans les bois
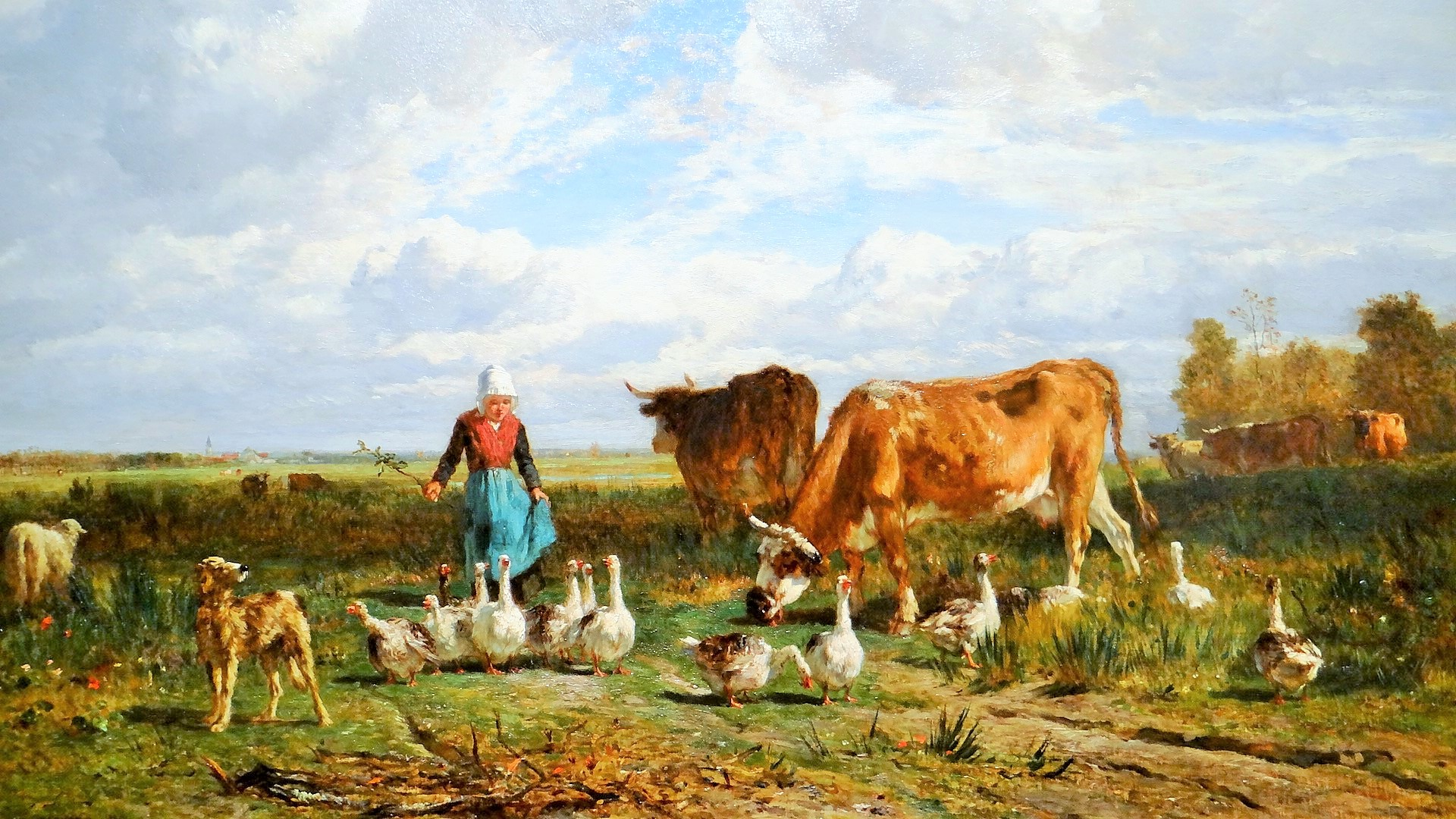
Gęsiarka